# جانينا ر.غالر
جانينا ر.غالر (بالإنجليزية: Janina R. Galler)‏ هي أستاذة الطب النفسي في كلية الطب بجامعة هارفارد. وطبيبة نفسية بتشستر بيرس في قسم الطب النفسي بمستشفى ماساشوستس العام.
كما شاركت الدكتورة غالر في تأسيس دراسة التغذية بربادوس والتي استمرت لمدة 45 عاماً في جزر الأنتيل الصغرى في البحر الكاريبي، وذلك مع السير فرانك سي رامسي. وهذه الدراسة هي دراسة طولية فريدة أظهرت كيف أن توارث الفقر والحرمان بين الأجيال ينتج من سوء التغذية في الطفولة.
كما أنها ركزت في جانب آخر من دراستها على علم الوراثة الجينية والتغيرات في التعبير الجيني بدون حدوث تغيير في هيكل الحمض النووي، ويستكشف هذا العمل الجديد آليات يمكن عكسها والتي تفسر كيف يؤدي سوء التغذية المبكر إلى تغيير السلوك والصحة على مدى العمر وعلى مر الأجيال.
في عام 1984م نشرت غالر الجزء الثالث من التغذية والسلوك والذي يتكون من 5 مراجع، التغذية البشرية: رسالة شاملة.
كما عملت أيضاً باحثة في مركز تنمية الطفل بجامعة هارفارد، وكانت أيضاً عالمة سابقة بمركز القاضي بيكر للأطفال في كلية الطب جامعة هارفارد بمنطقة لونغوود الطبية في بوسطن.
تلقت جانينا غالر أكثر من 30 عاماً من الدعم البحثي المتواصل من المعاهد الوطنية للصحة، ولذلك فإنه خلال حياتها المهنية ترأست المجلس الاستشاري الوطني للمعاهد الوطنية (يونيس ك.شرايفر لصحة الطفل والتنمية) وعملت في المجلس الاستشاري للمعهد القومي للصحة أيضاً.
كما أنها أيضاً رئيس كلية ألبرت أينشتاين للطب، وألفت غالر أكثر من 170 ورقة بحثية ومجلدين عن التغذية والسلوك.
ولا يمكن إغفال أنها كانت مديرة دراسة باربادوس للتغذية والتي استمرت لمدة 45 عاماً.

## التعليم
- كلية صوفي نيوكومب من جامعة تولان، الكيمياء والفلسفة، مع التقدير، 1967م-1969م.
- دكتوراه في الطب من كلية ألبرت أينشتاين، 1972م.
- مستشفى ماساشوستس العام، تدريب الإقامة في الطب النفسي والطب النفسي للأطفال (بدأ 1 يوليو، 1972م).
- كما تتحدث الدكتورة غالر القشتالية، والإسبانية، والعبرية، والبرتغالية، والسويدية، واليديشية، بالإضافة إلى لغتها الأم الإنجليزية.

## البحث
ركزت غالر في أبحاثها على سوء التغذية في الطفولة المبكرة وآثارها طويلة الأمد والمتتالية على تطورات الصحة العقلية سواء في تلك الأطفال أو المجتمعات التي تشارك فيها.